# 北中寮
北中寮是位於臺灣南投縣中寮鄉的一個次分區，此區大致以樟平溪流域為主。

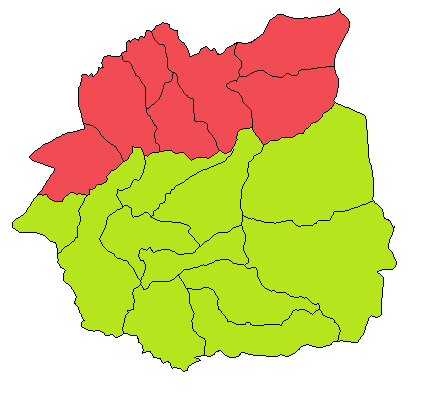
北中寮地區

## 簡介
北中寮地區早年稱為龍眼林，北接草屯鎮南埔地區，西接南投市軍功寮地區，南接中寮鄉南中寮地區，東接國姓鄉北山、南港地區。

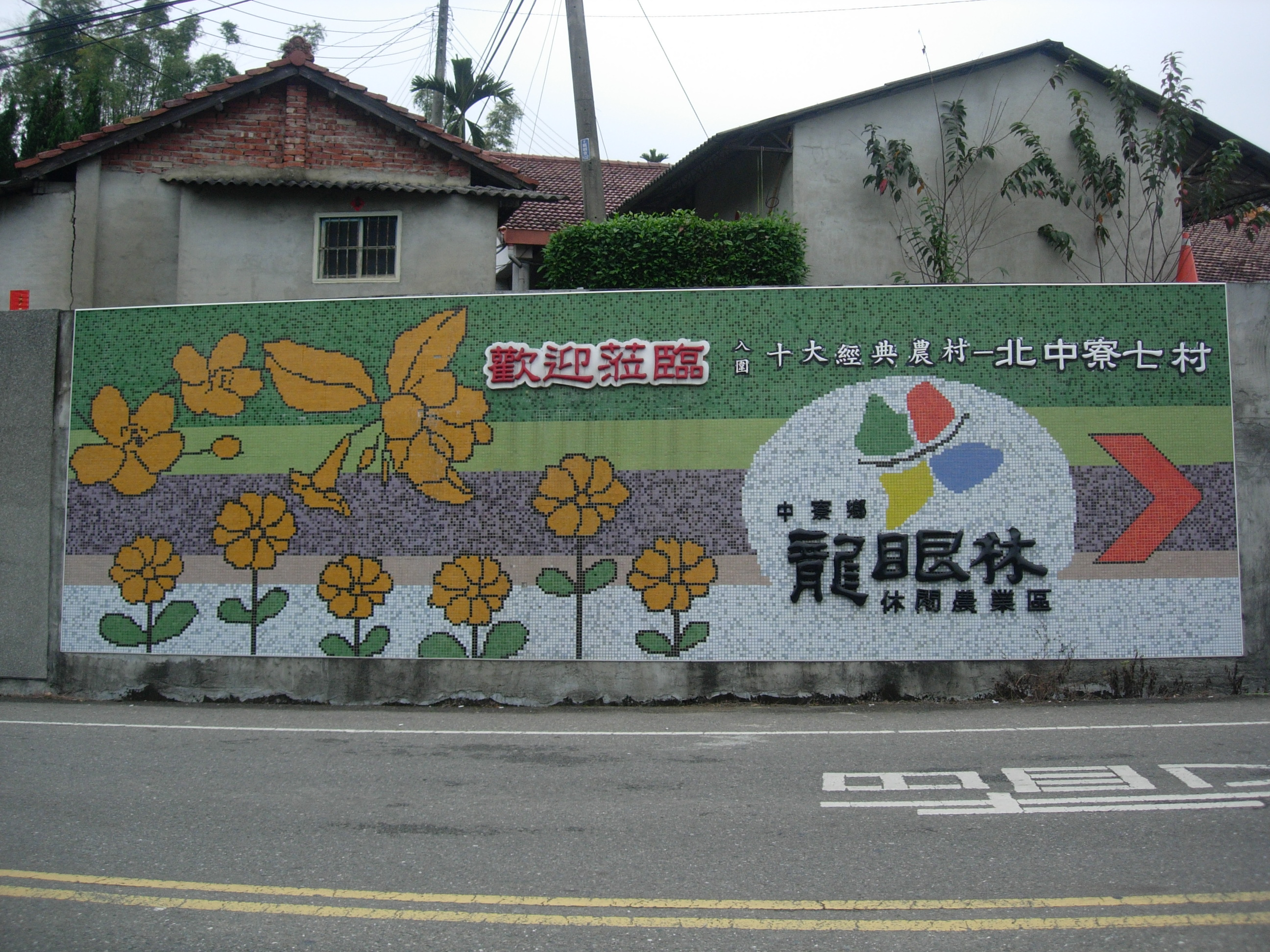
永和村的北中寮七村入口

本區因地理分界，曾有從中寮鄉獨立另設一龍源鄉之議論。1949年中寮鄉第二屆鄉代李應森提案分鄉並獲得代表會同過，次年在南投縣議會中，原則上同意分鄉，但因財政因素在決議中保留此案，分鄉委員會也在1953年解散，前後達五年時間。
地勢以樟平溪沿岸較低，主要由東向西漸低。
- 面績約為46.6平方公里

位於清水村的中心山於1901年日本陸軍完成台灣全島的地形測量，於山頂豎立一支石柱，註明為「台灣堡圖中心」宣明此地為台灣地理中心。

## 人文
北中寮居民大多居住於龍南路沿線。大多為閩籍居民，亦有部分客籍居民。
- 七村人口共計4,346人（2022年12月），以清水村設籍人為最多
- 人口密度約為每平方公里93.2人

其中龍岩村與爽文村交界之龍南路一帶是此區主要商業區。北中寮行政機關多設於爽文村中。

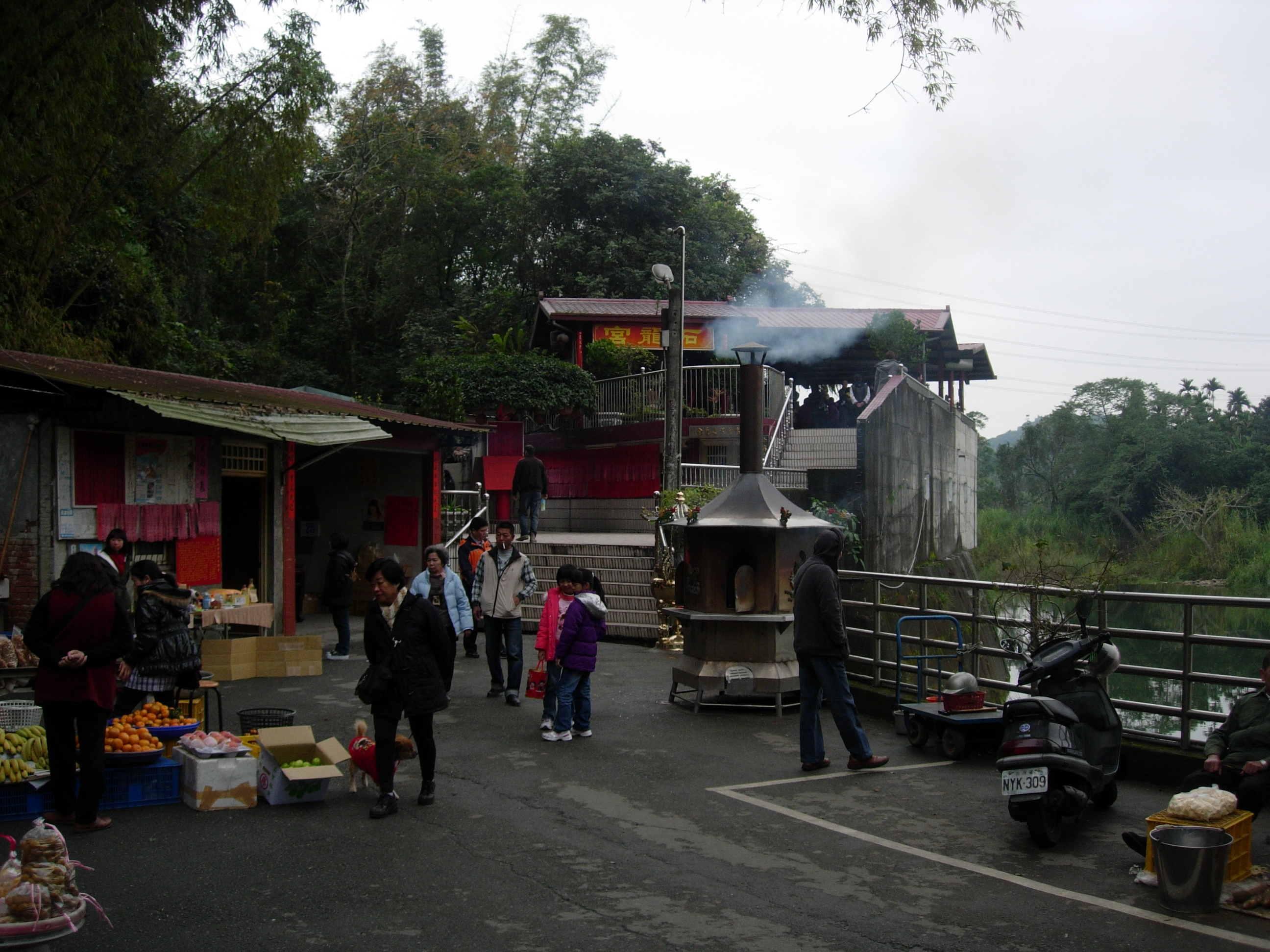
永和村石龍宮

農產以香蕉、柳丁、龍眼、檳榔為大宗。

## 行政區劃
北中寮共有七村，由西而東依序是
永和村

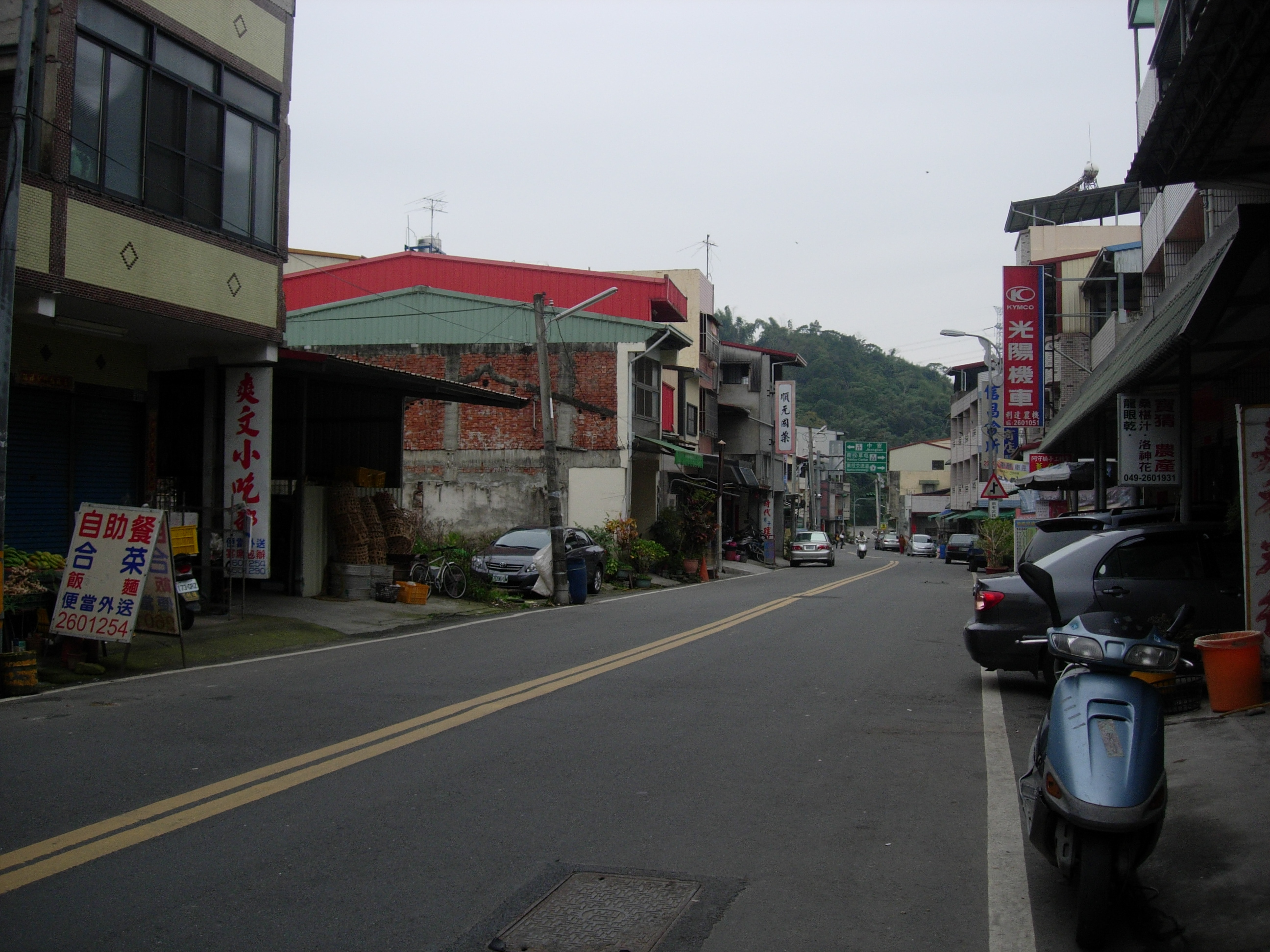
爽文路街道

- 地名包含：分水寮、銃櫃、內湖底、竹欉、圍仔、花盆、大崎腳、楓仔嶺。

永芳村
- 地名包含：柴城、大丘園、番仔塢、眉仔陀、豬肚潭、火燒寮坑、黑土堀、蔗萬坑、鳳梨坑、麻竹湖、十八彎仔。

龍岩村
- 地名包含：田寮、坑仔、加走寮、內湖仔。

爽文村
- 地名包含：爽文路、竹坑、大、小龜坑、打鐵坑。

龍安村
- 地名包含：龍眼林、土地公坑、馬燐坑、圓仔城、溪北、莿桐下、大坪、大灣。

內城村
- 地名包含：內城、灰石坪、葫蘆坑、羌仔寮坑、大古林。

清水村
- 地名包含：龍鳳瀑布、清水湖、中心崙、蘆竹湳、頂水堀、下水堀、樟湖、月桃湖、紅菜坪、竹欉坪、觀音石、草谷。

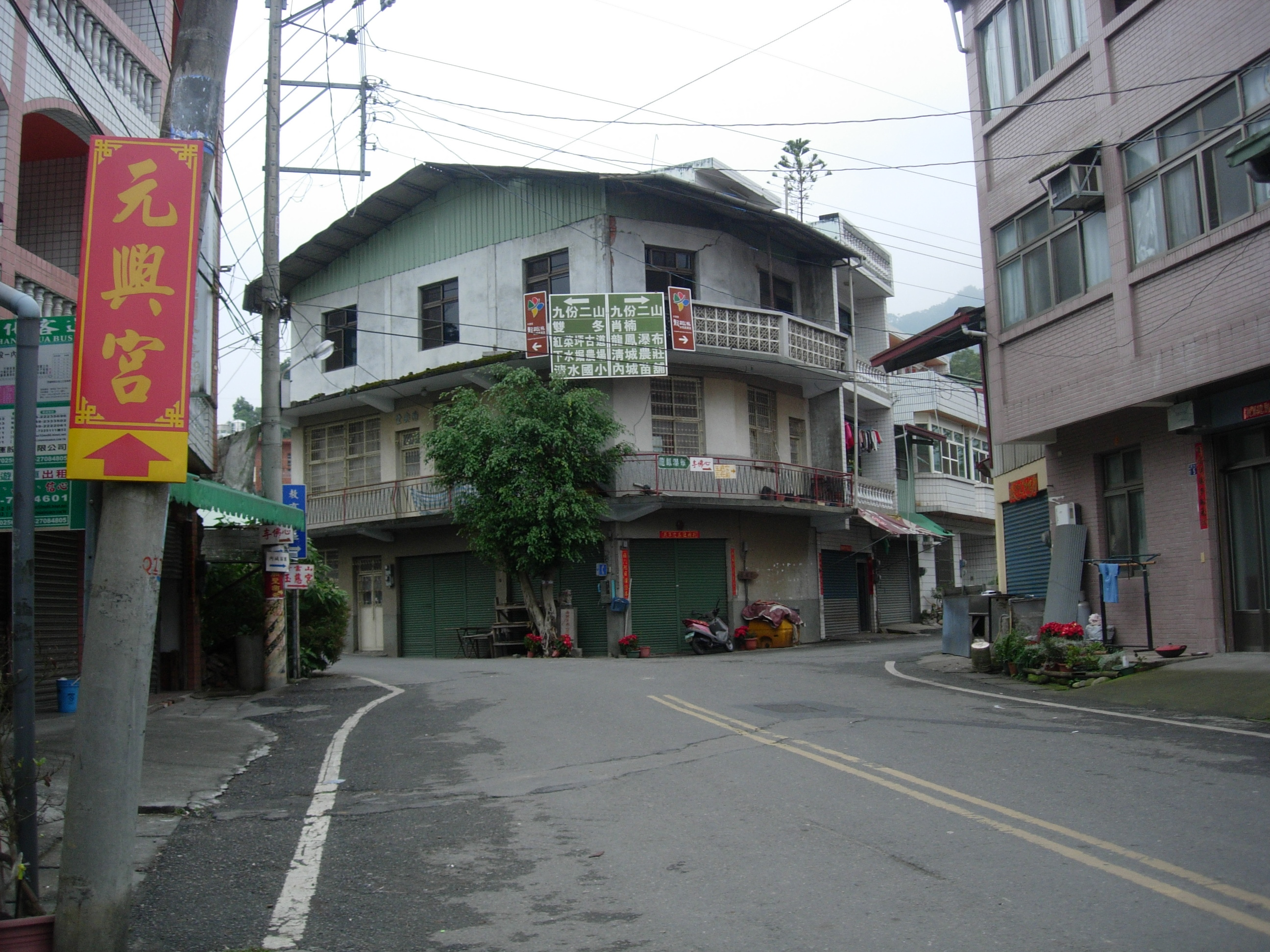
內城與清水兩村路口

### 行政區更動
- 二戰後
  - 原分水寮大字設永和村
  - 原龍眼林大字設龍岩、龍安、清水三村
- 1966/1/1
  - 清水村劃分為清水、內城等二村
- 1966/7/1
  - 永和村劃分為永和、永芳等二村
  - 龍岩村劃分為龍岩、爽文等二村

## 文教
北中寮地區共有一所國民中學、三所國民小學
- 南投縣立爽文國民中學 （页面存档备份，存于）學區涵蓋全部北中寮七村
- 南投縣中寮鄉永和國民小學 （页面存档备份，存于）學區為永和、永芳二村
- 南投縣中寮鄉爽文國民小學學區為爽文、龍岩、龍安三村
- 南投縣中寮鄉清水國民小學 （页面存档备份，存于）學區為內城、清水二村

## 交通
- 早期曾有從清水村至南投市的輕便鐵路，後來廢止。
- 北中寮以龍南路為主軸，是居民主要對外連絡道路，投17線連絡草屯及南中寮。

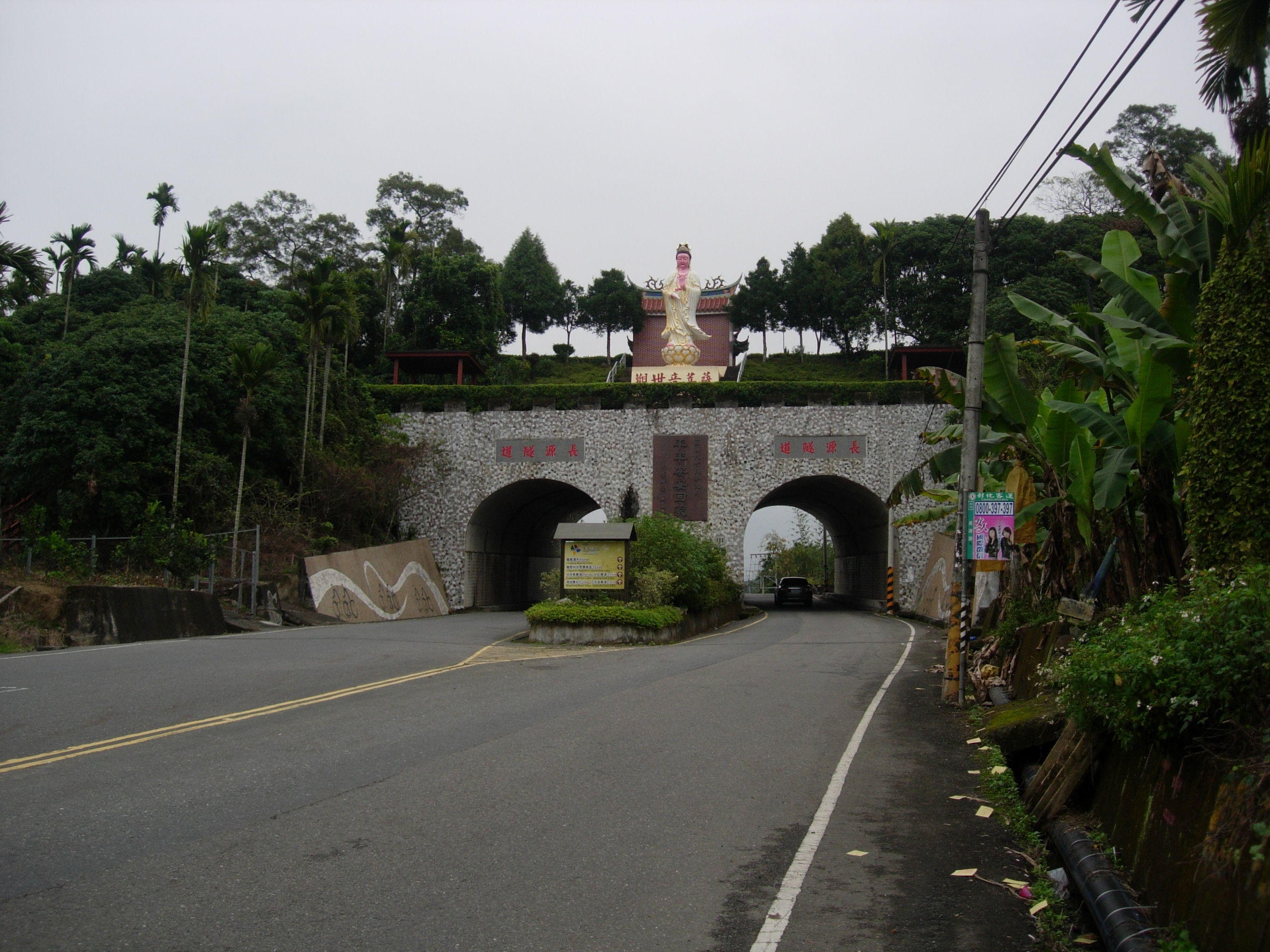
長源隧道是龍南路上景觀

### 鄉道
- 投17線龍草路-大城巷
- 投17-1線鄉林巷
- 投22線龍南路
- 投22-1線東山路

### 公車路線
【6920　南投－內城】

## 旅遊
- 龍鳳瀑布
- 肖楠巨林群
- 龍眼林休閒農業區
- 樟平溪吊橋
- 紅菜坪古道
- 長源洞
- 心佛寺
- 南投縣中寮鄉清水國民小學 （页面存档备份，存于）

## 史誌
北中寮地方史誌以1978年李應森所著《龍眼林誌》為最早，本書記載了北中寮七村的歷史、人文、社會、民俗等資料，並在2007年由南投縣中寮鄉龍眼林福利協會再版，至今仍是北中寮史誌較完善之一書。

## 來源與註釋
1. ↑  《龍眼林誌》2007年版本
2. ↑  .   [2012-03-01]. （原始内容存档于2019-06-03）.
3. ↑  .   [2011-05-27]. （原始内容存档于2011-04-30）.

## 外部連結
- 中寮鄉公所
- 中寮鄉地名探源* （页面存档备份，存于）